# Manussolfjäderstjärt
Manussolfjäderstjärt (Rhipidura semirubra) är en fågel i familjen solfjäderstjärtar inom ordningen tättingar.

## Utseende och läte
Manussolfjäderstjärten är en 15 cm lång solfjäderstjärt i rödbrunt, svart och vitt. Ovansidan är roströd med mörkare vingar och vitspetsad mörk stjärt. Den har vidare svart ögonmask och bröstband som kantar vit strupe. På nedre delen av bröstet syns svarta fläckar. Resten av undersidan är otecknat beigefärgad. Sången är tunn och gnisslig.

## Utbredning och systematik
Fågeln förekommer på Manus, San Miguel, Tong och intilliggande Amiralitetsöarna. Den behandlas som monotypisk, det vill säga att den inte delas in i några underarter.

## Status
Arten har ett begränsat utbredningsområde och därmed en liten världspopulation, uppskattad till endast mellan 1500 och 7000 vuxna individer. Beståndet är dock stabilt, varför IUCN kategoriserar den som livskraftig.